# 碘酸钠
碘酸钠（NaIO3）是碘酸的钠盐。碘酸钠是一种氧化剂，但比氯酸钠和溴酸钠稳定得多。它与可燃物或还原剂接触可能导致火灾。

## 制备
它可以由氢氧化钠与碘酸的中和反应制备：
HIO3 + NaOH → NaIO3 + H2O
还可以向热的氢氧化钠或碳酸钠溶液加入碘单质，使其发生歧化反应生成碘酸钠：
3 I2 + 6 NaOH → NaIO3 + 5 NaI + 3 H2O
此外，用高锰酸盐、铬酸盐氧化碘单质，氯酸钾氧化三氯化碘都可以制备碘酸钠。
KClO3 + ICl3 → KIO3 + 2 Cl2

## 反应
碘酸钠在水溶液中能被次氯酸盐等强氧化剂氧化成高碘酸钠：
NaIO3 + NaClO → NaIO4 + NaCl
碘酸钠受热则分解为碘化钠和氧气：
2 NaIO3 → 2 NaI + 3 O2

## 安全
保存需避免受热、震动、摩擦，不可与可燃材料、铝、有机化合物、碳、过氧化氢、硫化物等接触。

## 应用
医学上用于防腐消毒。